# Батурина, Ольга Владимировна
Ольга Владимировна Батурина (род. 29 августа 1970 года, Алма-Ата) — казахстанский искусствовед, внесшая вклад в развитие культуры и образования Казахстана.
Кандидат искусствоведения, профессор кафедры «История и теория изобразительного искусства» КазНАИ имени Темирбека Жургенова. С 2020 года и на данный момент является главным лектором и спикером проекта Art Society в Алматы.
Кавалер ордена «Құрмет», Почетный работник образования Республики Казахстан, награждена медалью «Ерен еңбегі үшін».
Преподает в Казахской Национальной Академии искусств им. Т.Жургенова с 1997 года
Член Комиссии по присуждению Государственной премии Республики Казахстан в области литературы и искусства имени Абая.
Постоянный член Диссертационного совета по защите диссертаций КазНАИ им. Т.Жургенова с 2009—2020.
Член Национальной комиссии по делам ЮНЕСКО и ИСЕСКО с 2019 года.
Член Национальной гильдии критиков искусства РК (2020).
Председатель Государственной аттестационной комиссии (ГАК) по защите дипломных работ колледжа KazGASA (2018).
Постоянный член Государственной аттестационной комиссии (ГАК) по защите дипломных работ Казахской головной архитектурно-строительной академии (2018—2022)
Член Ученого совета Государственного музея искусств имени А.Кастеева (2017—2021)
Постоянный лектор программы Государственного музея искусств им. А.Кастеева «Академия искусств Асем алем» «От восприятия искусства к искусству восприятия» (2019—2022)
Постоянный эксперт и участник цикла передач об искусстве Казахстана «История одного шедевра» на ТВ канале «Білім және Мәдениет», «Культурный код» — на канале «Казах-ТВ», имена на канале «Абай»
Член Союз Художников Казахстана
По приказу Министерства культуры и спорта РК автор-разработчик первой в истории РК Концепции культурной политики Республики Казахстан (2014)
По приказу Министерства культуры и спорта — автор-разработчик программы «Культурный норматив школьника» (2019)
По заказу Министерства культуры и спорта — автор, разработчик и лектор культурно-образовательного проекта «Ұлағатты ұрпақ» (2019—2022)
2020—2021 Лектор программы Открытого Университета Казахстана
с 2024 года член конкурсной комиссии I Республиканского студенческого конкурса Казахской Национальной консерватории им. Курмангазы.

## Биография
Интерес к истории искусства впервые проявился во время учёбы на художественно-графическом факультете АГУ им. Абая, во многом благодаря влиянию Елены Павловны Зальцман, которая много лет преподавала этот предмет в АГУ. После окончания института искусствоведческое образование продолжилось в аспирантуре НАН РК. Именно там, на кафедре изобразительного искусства ИЛИ им. М. О. Ауэзова, прошла защита кандидатской диссертации «Основные этапы становления и развития пейзажного жанра в живописи Казахстана (1920-80-е годы)». Научным руководителем этой работы стала доктор искусствоведения Ергалиева Райхан Абдешевна.
Батурина О. В. является экспертом в области художественного образования, поскольку преподавательский стаж в Казахской Национальной академии искусств им. Т.Жургенова — более 25 лет, из них около 9 лет — на руководящих постах. На высоком профессиональном уровне ведет курсы лекций по истории мирового, западноевропейского, русского искусства, искусства XX века и искусства Казахстана. Блестящая эрудиция, виртуозное владение материалом, любовь к своей профессии позволили Батуриной О. В. добиться высоких результатов и признания студентов, магистрантов, отечественных и зарубежных коллег.
Неоднократно представляла нашу страну за рубежом, выступая с научными докладами на крупных международных форумах и конференциях. Таких как VI Международный симпозиум: вузы культуры и искусства в мировом образовательном пространства, IX Форум творческой и научной интеллигенции государств-участников СНГ (Москва), Международный симпозиум «Музеи власть» (Санкт-Петербург), II Международный культурный форум Шелкового пути (Астана), Международная научная конференция «Актуальные проблемы теории и истории искусства» (Санкт-Петербург), Международная научная конференция «Современная казахстанская культура в глобальном мире» (Париж, Штаб-квартира ЮНЕСКО), на которых обсуждались вопросы сохранения культурного многообразия, развития сотрудничества и партнёрских отношений в области культуры и искусства в современном мире.
Большое место в деятельности Батуриной О. В. занимает просветительская работа. По её инициативе и при личном её участии снят цикл телепередач для канала «Білім және мәдениет» — «История одного шедевра», которые посвящены творчеству выдающихся отечественных и зарубежных живописцев: Абылхана Кастеева, Урала Тансыкбаева, Аубакира Исмаилова, Жанатая Шарденова, Рафаэля Санти, Казимира Малевича, Винсента Ван Гога и др.
Заслуживает внимания и аналитическая серия передач «Культурный код», в которой Батурина О. В. регулярно выступает в роли эксперта.
За плодотворное сотрудничество с центральным ТВ-каналом РК в области культуры и искусства неоднократно награждалась благодарственными письмами от руководства канала «Білім және мәдениет».
2017 г. — эксперт и участник цикла передач об искусстве Казахстана Kаzakh TV «Живые образы»
2018 г. — эксперт и участник цикла передач об искусстве Казахстана Kazakh TV «Kaz ART»
2022 г. — эксперт и участник цикла передач о казахском искусстве на Абай ТВ «Имена»

## Образование
1989—1994 гг. — КазПИ им. Абая, художественно-графический факультет;
2001—2005 гг. — аспирантура Национальной Академии наук: Институт литературы и искусства им. М. О. Ауэзова, отдел изобразительного искусства;
2008 г. — защита кандидатской диссертации по специальности «изобразительное, декоративно-прикладное искусство и архитектура» на тему «Основные тенденции и этапы развития пейзажного жанра в живописи Казахстана (1920—1980-е годы)».
2013 г. — Международная академия бизнеса — обучение по программе «Реализация принципов Болонского процесса в Казахстане»
2014 г. — Ленинградский Государственный университет им. А. С. Пушкина — повышение квалификации
2014 г. — Европейский университет в Санкт-Петербурге, факультет истории искусства — повышение квалификации
2014 г. — ВГИК им. Герасимова — дополнительная профессиональная программа «Актуальные проблемы современного кинопроцесса»
2015 г. — Участие в симпозиуме ЮНЕСКО и ИСЕСКО «By UNESCO ROADS: WORLD. ART. EDUCATIONAL. YOUTH»
2019 г. — Санкт-Петербургский государственный академический институт живописи, скульптуры и архитектуры им. И. Е. Репина при Российской Академии художеств — повышение квалификации на факультете теории искусства
2021 г. — Присоединилась к сотрудничеству креативных предпринимателей Creative Cantral Asia Network — British Council
2023 г. — Санкт-Петербургская Академия художеств им. И. Репина, факультет теории и истории искусства — повышение квалификации

## Карьера
В течение 5 лет успешно руководила кафедрой «Истории и теории изобразительного искусства», была заместителем декана факультета «Искусствоведение», была первым руководителем и в течение 3 лет возглавляла научно-практический центр послевузовского образования КазНАИ им. Т.Жургенова, где, во многом благодаря её усилиям, был открыт Диссертационный совет по специальностям искусства, а также первая в истории Казахстана докторантура PhD по специальностям искусства. Под её руководством в Академии была системно налажена программа по академической мобильности и зарубежным стажировкам магистрантов и докторантов.
Батурина О.В — на протяжении многих лет является автором-разработчиком Государственных общеобразовательных стандартов по специальности «Искусствоведение» для бакалавриата и магистратуры, а также автором тестовых заданий специальности «Искусствоведение» для творческих вузов страны.
За более чем 25-летний стаж работы в Казахской Национальной академии им. Т.Жургенова Батурина в течение пяти лет руководила кафедрой истории и теории изобразительного искусства.
Научные исследования Батуриной О. В. посвящены казахскому изобразительному искусству, в частности, живописной школе Казахстана. Монография «Пейзажная живопись Казахстана» стала итогом системной глубокой научно-исследовательской работы, которая апробирована в более чем 50 публикациях в различных научных изданиях РК, России, Украины, Белоруссии, в том числе в коллективных монографиях МОН РК «Мастера изобразительного искусства Казахстана», «Шедевры казахской живописи», «Культурный полилог», «Пейзажная живопись Казахстана» (Алматы, Арекет 2009—163 с., ISBN 978-601-256-004-4)
В 2017 году вышла коллективная монография «Анималистическая вселенная казахской культуры в диаграмме эпох». (КазНИИК, Астана 2017. 560 с., ISBN 978-607-7448-12-7), глава «Традиционные анималистические образы и мотивы в живописи Казахстана 1930—2000-х годов».
Готовится к выпуску новая монография Батуриной О. В. «Образы природы как философия казахской живописи» 2024
За время работы в КазНАИ эффективно осуществляла научное руководство 30 дипломных работ, 7 магистерских диссертаций и 1 докторской PhD по специальности «Живопись» (докторант Байзаков С. Б. успешно защитился в 2013 году, тема диссертации «Национальное понимание цвета в живописи Казахстана (1930-80-е)»). Научное руководство магистерской диссертации по специальности искусствоведение Алмата Мусина «Идиллия как значимая тема казахстанской живописи советского периода 1930—1980 годы» (2016), Наргиз Алиб «Творчество современных художников Казахстана в контексте культурно-духовного наследия. Проблемы взаимодействия живописи и традиционной культуры» (2017), научное руководство магистерской диссертацией Даны Нурмагамбетовой «Игровая графика в контексте гейм-индустрии Казахстана» (2023), Анастасии Беловой «Визуальный образ города Алматы как культурный бренд станковой живописи Казахстана» (2023)
В 2020 году Батурина О. В. приняла участие в программе Открытого Университета Казахстана по переводу 100 лучших учебников мира на казахский язык. В том числе в рамках этой программы было записано 2 курса видео-лекций. Курс видео-лекций «История искусства» по Э. Гомбриху и курс видео-лекций «Эстетика» по Ю. Бореву.
С 2020 по 2022 год — идейный вдохновитель и постоянный лектор культурно-образовательного проекта МКС РК «Ұлағатты ұрпақ»
1. Куратор международной выставки живописи «Современная казахстанская культура в глобальном мире» 17 октября 2017 года, Париж, штаб-квартира ЮНЕСКО, по поручению МКС РК
2. Куратор международной выставки живописи «Арт дала: диалог сквозь пространство и время», Национальный музей РК, Астана 10 сентября 2017, по заказу МКС РК в рамках программы ЭКСПО 2017
3. Куратор международной выставки коллекции живописи галереи Pygmalion в Национальном музее искусств РК, Астана, «Старое. Новое. Великое. Неповторимое» 17 января 2019
4. Куратор художественной выставки, посвященной 10-летнему юбилею Национального музея Республики Казахстан «Живопись степи. Символы. Краски. Образы». Шедевры казахской живописи из коллекции Нац. Музея РК — от классики до современности. Астана, Национальный музей РК, 5 апреля 2024

Эксперт международного конкурса топ-50 — лучшие художники Казахстана «Художники современного Казахстана» по поручению МКС РК 2019—2020.
Постоянный член жюри конкурса детских рисунков для детей, больных онкологическими заболеваниями 2018-2019-2020 годов, организованном ОО «Научное медицинское общество»

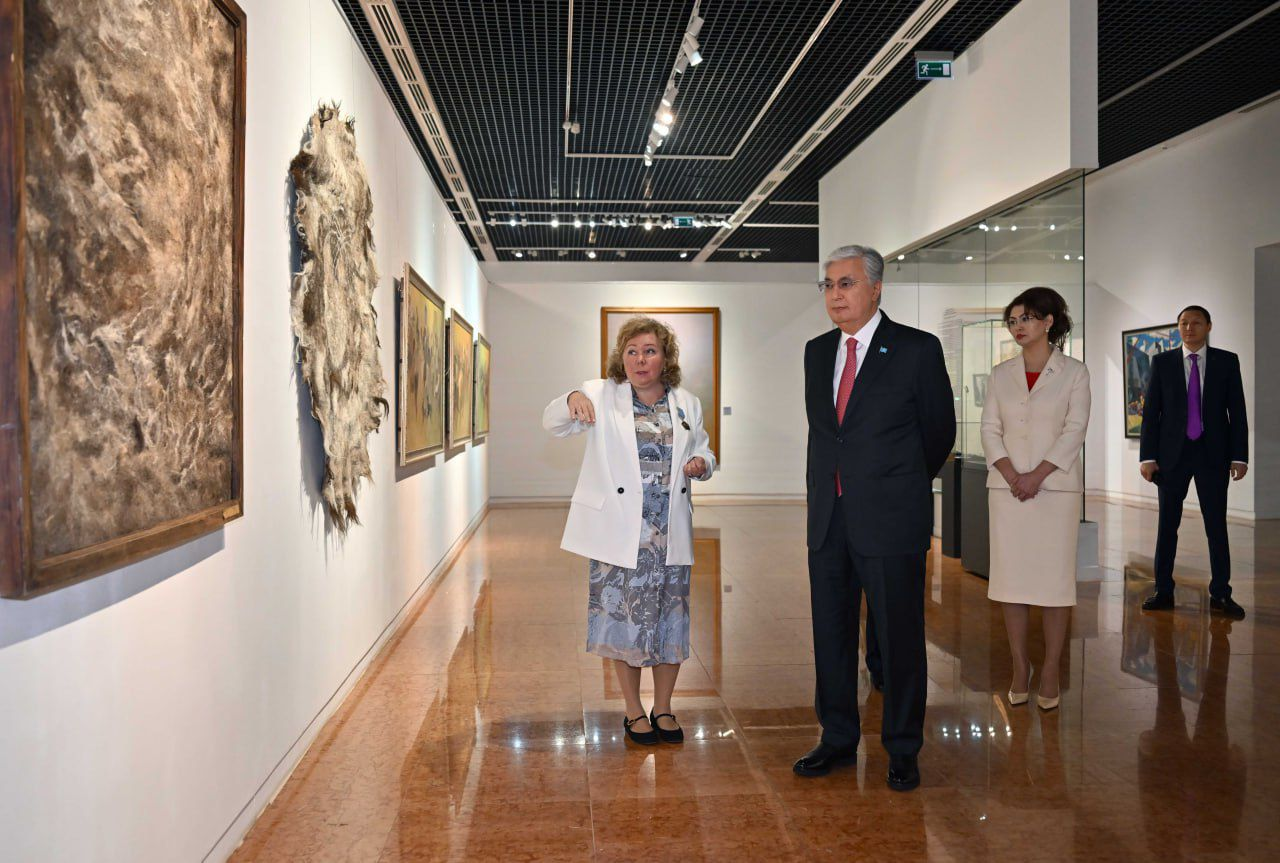
Президент Казахстана Касым-Жомарт Токаев и искусствовед Батурина Ольга

6 июня Ольга Батурина ознакомила Президента Токаева с экспозицией «Живопись степи: символы, краски, образы», объединяющей работы талантливых казахстанских живописцев.
Для выставки Ольга отобрала самые яркие образы казахского национального изобразительного искусства. А ещё — живописные полотна и гобелены с произведениями традиционного ювелирного искусства, ткачества, ремесел, музыкальных инструментов.
Концепция выставки даёт тематическое зонирование пространства: «Исторические сюжеты в казахской живописи», «Образы природы — богатство и разнообразие пейзажных мотивов», «Женщины-художницы в искусстве Казахстана», «Современное искусство — новые имена». Всего порядка 250 работ 70 авторов.

## Награды
Указом Президента РК К.-Ж. К. Токаева за особые заслуги в развитии науки, культуры и образования награждена орденом «Құрмет» (указ от 2 декабря 2021, орден № 6956)
Указом Президента РК Н. А. Назарбаева за особые заслуги и трудовое отличие награждена медалью «Ерен еңбегі үшін» (указ от 3 декабря 2015 года, медаль № 8881)
29 декабря 2001 года получила звание «Отличник образования».
В рамках участия в программе "Рухани Жаңғыру" получила благодарность от Министра культуры и спорта Республики Казахстан, Председателя Национальной комиссии Республики Казахстан по делам ЮНЕСКО и ИСЕСКО за блестящую кураторскую работу в организации выставки «Совершенная казахстанская культура в глобальном мире», состоявшаяся 17 октября 2017 года в штаб-квартире ЮНЕСКО в Париже.
Также получила благодарность от Министра культуры и спорта Республики Казахстан, Председателя Национальной комиссии Республики Казахстан по делам ЮНЕСКО и ИСЕСКО за организацию международного проекта «Современная культура в глобальном мире» и международной научно-практической конференции «Модернизация общественного сознания» состоявшаяся 17 октября 2017 года в штаб-квартире ЮНЕСКО в Париже.
2017 г. Батурина О. В. получила почетную грамоту за активную работу от ректора КазНАИ Б. Н. Нусипжановой. По итогам 2017 года была награждена за плодотворную работу по установлению научных контактов с ведущими ВУЗами искусств.
В 2018 году Батурина Ольга Владимировна принимала активное участие в организации XIII Форума творческой и научной интеллигенции государств-участников СНГ «Диалог в СНГ — перспективы гумантиарного сотрудничества а XXI веке».
15 и 16 октября 2019 года принимала участие во II Евразийском творческом форуме современная Евразия: синтез науки и искусства — «Каспий — колыбель Евразийской цивилизации». Награждена Президентом Евразийского Творческого союза К. Самсоновой и Ректором Caspian University Ж. Нусеновым.
В 2020 году получила благодарственное письмо и почетную грамоту от Министра культуры и спорта РК А.Раимкуловой за активное участие в программе «Ұлағатты ұрпақ» и просветительскую работу.
22 июня 2022 года Указом Президента Казахстана вошла в состав комиссии по присуждению Государственной премией Республики Казахстан в области литературы и искусства имени Абая.
В 2024 году была членом жюри I Республиканского конкурса на лучшие студенческое рефераты «Человек искусства в 21 веке» и получила благодарность от ректора Н. Аширова

## Труды

### Монографии
2009 г. — Пейзажная живопись Казахстана (Алматы, Арекет 2009—163 с., ISBN 978-601-256-004-4)
2014 г. — Культурный полилог: изобразительное искусство диаспор Казахстана.(Алматы: Эво Пресс, 2014 — 06 с. Коллективная монография.)
2017 г. — Анималистическая вселенная казахской культуры в диаграмме эпох. (Астана: КазНИИК, 2017. — 560 с. ISBN 978-601-7448-12-7 Коллективная монография.) Раздел «Традиционные анималистические образы и мотивы в живописи Казахстана 1930—2000-х годов.
2024 г. — Образы природы как философия казахской живописи. (Готовится к печати)

### Публикации в изданиях, входящих в международную базу Scopus
1. Indian Journal of Science and Technology, Vol 9(29), DOI: 10.17485/ijst/2016/v9i29/99459, August 2017. In Quest of Oneself: Cultural Identity in Modern Kazakhstan Sculpture Space.
2. Актуальные проблемы теории и истории искусства: сб. науч. статей. Вып. 7. / Под ред. С. В. Мальцевой, Е. Ю. Станюкович-Денисовой, А. В. Захаровой. — СПб.: Изд-во СПбГУ, 2017. — 000 с. Lomonosov Moscow StateUniversity. Печатается по постановлению Ученого совета исторического факультета МГУ имени М. В. Ломоносова и Ученого совета Института истории СПбГУ. Казахстанские и петербургские: диалоги сквозь пространство и время. В соавторстве с С. М. Грачевой.
3. Сборник международной научно-практическая конференция „Проблемы формирования комфортной предметно-пространственной среды городов. Вопросы архитектуры, строительства, дизайна“ посвященная памяти доктора технических наук, профессора, почётного строителя Казахстана Кусаинова Амирлан Айдарбековича и 30-летию дизайнерского образования в Республике Казахстан» Венгрия, Будапешт, 19-20 сентября 2022. Город как художественный образ в живописи Казахстана: от советского реализма к контемпорари-арт.

### Публикации в зарубежных изданиях
1. «Выставка „Арт-Дала: диалоги в пространстве и времени“ в рамках Всемирной выставки ЭКСПО-2017 в Астане. Проблемы сохранения национального искусства в условиях глобализации»«Art-Dala: Dialogues in Space and Time» Exhibition as Part of EXPO— 2017 World Fair in Astana: The Problem of National Art Preservation in the Context of Globalization. ISSN (Online): 0974-5645 УДК 7.061 ББК 85.03 А43 DOI:10.18688/aa177

### Международные конференции зарубежные
1. Сборник научных статей «Современные проблемы академического искусствоведческого образования». Печатается по решению совета Санкт-Петербургского государственного академического института живописи, скульптуры и архитектуры им И. Е. Репина при Российской академии художеств ISBN 978-5-903677. Проблемы изучения истории изобразительного искусства в рамках новой модели образования. Опыт КазНАИ им. Т.Жургенова
2. VIII Международная научная конференция «Актуальные проблемы теории и истории искусства» — От античности до Ренессанса. Границы и горизонты Московский государственный университет им. М. В. Ломоносова, Санкт-Петербургский государственный университет, Государственная Третьяковская галерея Государственный Эрмитаж 2-6 октября 2018 Москва Новые горизонты живописи Казахстана эпохи Независимости. Особенности и тенденции
3. Международная научно-практическая конференция «Модернизация общественного сознания: модель Нурсултана Назарбаева» в рамках проекта «Современная казахстанская культура в глобальном мире» Проект Министерства культуры и спорта РК 17-20 октября 2017 года Париж, Штаб-квартира ЮНЕСКО, конференц-зал IX «Живопись Казахстана эпохи Независимости»
4. Арт дала: диалог сквозь пространство и время, 152 c. Автор каталога международной выставки «Арт-дала: диалог сквозь пространство и время» Составление, редакция и издание Национальный музей РК, ЭКСПО Астана 2017 год, ISBN 978-601-06-4492-2 Министерство культуры и спорта РК
5. Художники современного Казахстана, в рамках программы Рухани жангыру. Астана, 2018, — 264 с. ISBN 978-9965-23-462-0 Автор каталога и участник проекта международного конкурса «Художники современного Казахстана» составление, редакция и издание Национальный музей РК, Астана
6. Международная научно-практическая конференция, посвященная 25-летию Независимости РК, и 20-летию кафедры "Истории и теории изобразительного искусства «КазНАИ им. Т.Жургенова, „Вопросы искусствоведения ХХ — начала ХХI века“ 5-6 апреля 2016, 327 с., „Вечные темы искусства Гани Баянова“, с.256-260
7. ISBN 978-601-298-355-5 Международная научно-практическая конференция „Реализация стратегии ЮНЕСКО при подготовке педагогических кадров: проблемы и пути внедрения инновационных технологий в образовательно пространство“, посвящённая 70-летию ЮНЕСКО под эгидой Международного десятилетия сближения культур на 2012—2022 годы», 24-25 сентября 2015 года, Алматы, Национальная комиссия РК по делам ЮНЕСКО, МОН РК. «Семиотика цвета в культурно-историческом контексте: краткий теоретический анализ».
8. ISBN 978-615-5251-50-4 Сборник научных статей по метариалам международной научной конференции «Казахское и венгерское телевидение: самоидентификация, современность и историческое наследие», посвященная 70-летию ЮНЕСКО, Алматы 2015 «К вопросу о проблемах творческого образования в Казахстане на современном этапе»